# پنت د ملینس
پنت د ملینس (به اسپانیایی: Pont de Molins) یک شهرستان در اسپانیا است که در استان خرنا واقع شده‌است.

## خصوصیات
پنت د ملینس ۸٫۷ کیلومترمربع مساحت و ۵۰۹ نفر جمعیت دارد و ۳۶ متر بالاتر از سطح دریا واقع شده‌است.